# Thrypticus divisus
Thrypticus divisus är en tvåvingeart som först beskrevs av Gabriel Strobl 1880.  Thrypticus divisus ingår i släktet Thrypticus och familjen styltflugor. Arten är reproducerande i Sverige. Inga underarter finns listade i Catalogue of Life.